# カーボンナノチューブ
カーボンナノチューブ（）は、炭素によって作られる六員環ネットワーク（グラフェンシート）が単層あるいは多層の同軸管状になった物質。炭素の同素体で、フラーレンの一種に分類されることもある。

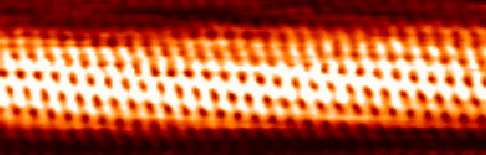
走査型トンネル顕微鏡によって得られたカーボンナノチューブの画像

単層のものをシングルウォールナノチューブ (SWNT)、多層のものをマルチウォールナノチューブ (MWNT) という。特に二層のものはダブルウォールナノチューブ (DWNT) とも呼ばれる。 

## 概略
カーボンナノチューブはその細さ、軽さ、柔軟性から、次世代の炭素素材、ナノマテリアルといわれ、様々な用途開発が行われている。カーボンナノチューブ (CNT) の直径は、0.4～50ナノメートルである。非常に高い導電性、熱伝導性・耐熱性を持つことを特性としている。
樹脂やゴム、インクや塗料など、通常は熱や電気を伝導しない素材への応用が見込まれる。
長尺になると少量でも導電性や熱伝導性を発揮し、強度も高くなる。

## 構造

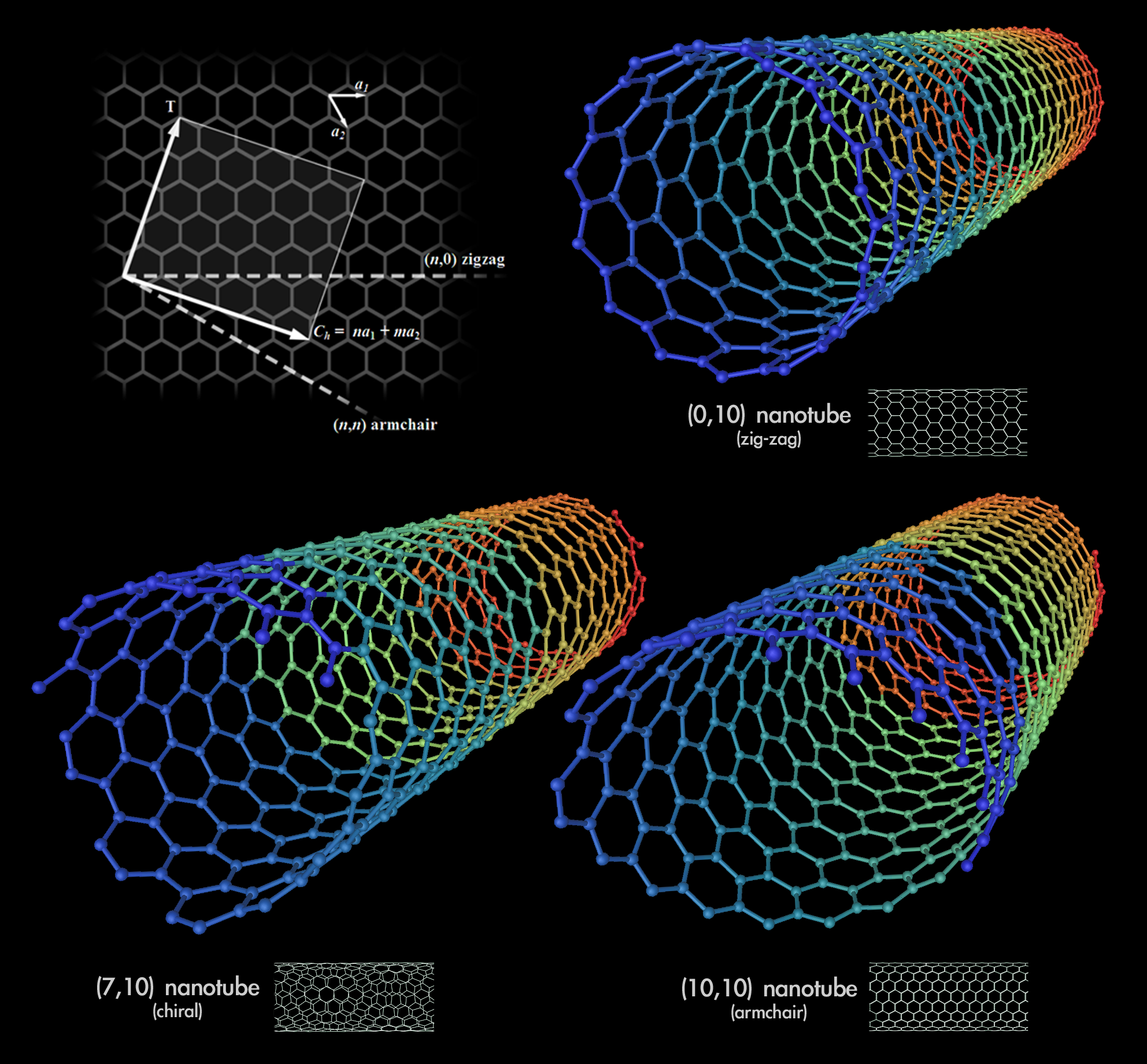
カーボンナノチューブの幾何学構造図。アームチェアチューブ、ジグザグチューブ、カイラルチューブの3種類に分けられる。

カーボンナノチューブは、基本的には一様な平面のグラファイト（グラフェンシート）を丸めて円筒状にしたような構造をしており、閉口状態の場合、両端はフラーレンの半球のような構造で閉じられており5員環を必ず6個ずつ持つ。5員環の数が少ないため有機溶媒等には溶けにくい。7員環が含まれる場合には内径が大きくなり得るため太さの違うCNTが形成され、8員環では枝分かれ状の構造も作り出せると考えられている。チューブは筒のような構造のためキャップを焼き切るなどにより中に様々な物質を取りこむ事ができる。ナノチューブとフラーレンが結合したカーボンナノバッドという形も理論的には予測されている。
最も基本的な単層カーボンナノチューブの表面はグラフェンシートの表面図のようになっており、そのグラフェンシートの幾何学的構造の違いによって3種類のカーボンナノチューブが成立するとされる。グラフェンの六角形の向きはチューブの軸に対して任意の方向にとれるため、このような任意の螺旋構造の対称性を軸性カイラルといい、グラフェン上のある6員環の基準点からの2次元格子ベクトルの事をカイラルベクトルと呼ぶ。カイラルベクトルは以下のように表される。
{\displaystyle C_{h}=na_{1}+ma_{2}=(n,m)}
このベクトルを指数化した(n,m)をカイラル指数と呼び、チューブの直径や螺旋角はカイラル指数によって決まる。チューブの直径dは以下になる。
{\displaystyle d={\frac {a}{\pi }}{\sqrt {(n^{2}+nm+m^{2})}}}
以上のように、立体構造の全てはカイラル指数によって左右される。3種類のそれぞれの構造体には名称があり、ナノチューブの軸に直角な場合をアームチェアチューブ (n,n)、軸に並行な場合をジグザグチューブ (n,0)、それ以外のナノチューブはカイラルチューブと呼ぶ。
また、SWNTではカイラル指数によって金属型と半導体型のナノチューブに分かれ、n-mが3の倍数では金属型であり、3の倍数でない時は半導体の特性を示す。

## 性質・応用

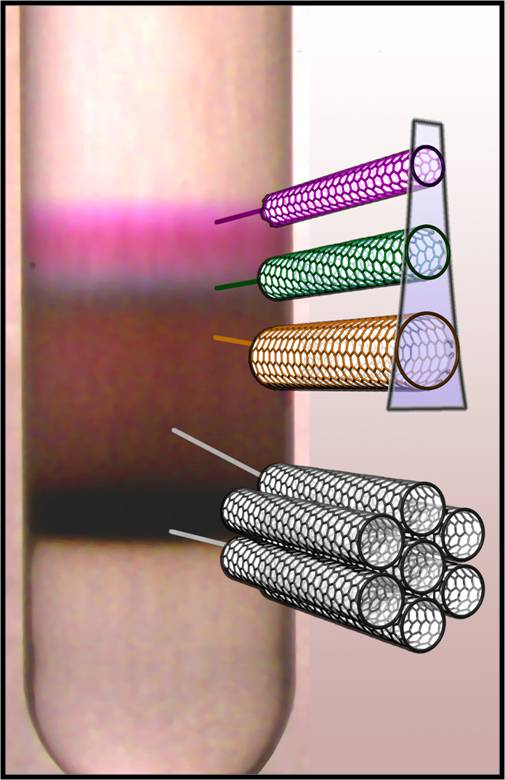
直径別に分離されたCNT

### エレクトロニクス

#### 半導体
- 構造によってバンド構造が変化し電気伝導率やバンドギャップなどが変わるため、シリコン以後の半導体の素材としても期待されている。
  - 銅の1,000倍以上の高電流密度耐性、銅の10倍の高熱伝導特性、高機械強度、細長い、などの特性がCNTの電子材料としての特長であり[6]、集積回路などへの応用が期待されている[7]。
  - 半導体としてのCNTをトランジスタのチャンネルとして用いることで、高速スイッチング素子として用いられることが期待される。CNTはP型半導体的な極性を示す。
  - 金属型CNTと半導体型CNTを分離する方法は過酸化水素水を使用する方法[8]や、アガロースゲルを用いて分離する方法[9]などが発見されている。アガロースゲル（寒天）を用いた方法ではSWNTさえあれば家庭レベルで安価・簡単に分離する事ができる。その基本的方法はCNTをゲルの中に含ませて凍結、解凍後に絞りだすだけである。これにより95%の半導体型SWNTと70%の金属型SWNTに分離できる。さらに、化成品や医薬品の産業生産工程に広く用いられているカラムクロマトグラフィーとアガロースゲルを用いた方法では、半導体型95%、金属型90%に分離できる。分離された薄液は様々な色を呈する[10][11]。
  - IBMでは導電性CNTを焼き切る方法を用いて、半導体CNTを分離しプロセッサへの応用を考えていた[12]。

#### 燃料電池
- 導電性の高さと表面積の大きさ（閉口状態で1,000m2/g、開口状態で2,000m2/gに達する[13]）から燃料電池としての応用も進められている。内部に筒状の中空空間を有しているため、様々な分子を内包させることができる。また、CNTの持つ薄さによりペーパーバッテリーという形も考えられている。
- 単層カーボンナノチューブは著しい比表面積を持ち、表面に極微量のガスが吸着するだけで物性が大きく変化する。これにより高感度のガスセンサー等への応用が期待される[14]。

#### 光学機器
- 電場をかけると5員環から電子が放出されるためFED[15]、平面蛍光管、冷陰極管のカソード（陰極）デバイスへの応用も研究されている。また、X線の発生源としての研究も進められている。
  - スーパーグロースCVD法を用いて二層カーボンナノチューブをディスプレイ用の電極基板上に直接成長させることによって均一な電子放出特性を示す。これによりFEDの一種であるカーボンナノチューブディスプレイへの応用が期待される[16]。
- ナノチューブ繊維をスーパーグロースCVD法を用いてブラシ状に構造化する事で反射率0.045%という世界で最も優れた灰色体（黒い物質）を作り出す事ができる。この物質はカーボンナノチューブ黒体と呼ばれている[17]。
- ナノオーダーの1次元的物質故、原子間力顕微鏡の探針やナノピンセットなどにも応用が期待される。CNT探針を用いた光ディスクのナノピット形状の測定など将来の100GB以上のナノ光ディスクへの応用も考えられている[18]。

### 構造材料
- アルミニウムの半分という軽さ、鋼鉄の20倍の強度（特に繊維方向の引っ張り強度ではダイヤモンドすら凌駕する）と非常にしなやかな弾性力を持つため、将来軌道エレベータ（宇宙エレベータ）を建造するときにロープの素材に使うことができるのではないかと期待されている。
  - 多層カーボンナノチューブは、導電性、弾性、強度に優れ、ヤング率は0.9TPa、比強度は最大150GPa。一方、単層カーボンナノチューブは半導体となり、極めて高弾性で破断しづらく、優れた熱伝導性などMWNTとは異なる特性を持つ。ヤング率は1TPa以上、比強度は構造によって異なり13～126GPa。
  - 現時点ではバッキーペーパーと呼ばれるシートが研究段階で開発されている。スーパーグロースCVD法によって製作されたSWNTによる薄膜の密度は0.037g/cm3[13]。触媒操作によりSWNTとMWNTの比率も変えられる[19]。
- ダイヤモンド・アンビルセルを用いてSWNTを24GPa以上に常温加圧する事により、電気伝導性を有する超硬度材料（超硬度ナノチューブ (SP-SWCNT)）を合成できる。ナノインデンター硬度測定法による硬度は62～150GPaでダイヤモンド150GPaに匹敵し、体積弾性率は462～546GPaでダイヤモンド420GPaを超える。ラマン効果を用いたスペクトル計測では、不可逆変化を起こしている事が分かった。なおダイヤモンドは絶縁体である[20][21]。フラーレンを用いて同様の方法で製作された物質にハイパーダイヤモンドがある。ダイヤモンドの2倍程度の硬度とされる。
- 複合材として用いる事で、ハイパービルディングや大型の橋梁用ケーブル、自動車、航空機、戦闘機、宇宙船などの従来物質では不可能な構造物への応用が考えられる。また、スポーツ製品や自転車などの一般製品にも利用され始めている。
- シリコンゴムのような性質で、極環境下でも粘弾性を持つCNTが発見されている。この物体は、-196 ℃から1000 ℃の温度範囲で粘弾性を示し、-140～600 ℃で、0.1～100ヘルツの振動数範囲では、周波数に依存しない安定した粘弾性を示す。さらに100ヘルツで1%のねじり歪みを100万回加えた後も、劣化や破断がない[22][23]。

### その他
- 各種フラーレンを内包したピーポッドやTCNQ、カロテノイド、種々のポルフィリンなどの有機分子を内包したものが作製されている[24]。
  - 最近になって単層カーボンナノチューブ内部では水の融点が高くなり、常温常圧下でも氷を作ることが発見された[25]。
- 微細繊維の形をとる場合があるため、防刃チョッキや防弾チョッキ用のケブラーに変わる高強度繊維としての利用も考えられているが、同時にアスベスト状の毒性を示す可能性があると指摘されている（後述）。
- 終端処理したMWNTは極低温において超電導を示す。転移温度{\displaystyle T_{c}}=12Kで、グラファイト構造などが寄与するものと考えられる[26]。
- 各種薬品への耐性が高いことも特徴の一つだが、これは溶解させるのが困難ということでもあり、研究においては妨げとなっていた。しかし近年では分散剤として、ピレンやポルフィリンの誘導体などが有効であることを、中嶋直敏らグループ（九州大学）が確認している。またカテキンの水溶液（日本茶）にも可溶性を示すが、これは中嶋らが研究室内にあったサントリーの伊右衛門を溶媒に試して偶然発見した[27]。

この他の性質に関しても、さらなる利用価値を探して研究が進められている。

## カーボンナノチューブの発見と生産
カーボンナノチューブ及びカーボンナノファイバーに対する最初の観察と研究は、1952年のソビエト連邦までさかのぼる。この時点で既に2人のロシア人科学者によってカーボンナノチューブと思われるTEM写真と文献が書かれていた。しかし、当時は冷戦中という事もあり、その詳細が西側諸国に紹介されることはなく研究は置き去りにされる。
それから20年もの歳月が過ぎた1976年のフランスで、日本の遠藤守信（当時信州大学工学部助手、フランス国立科学研究センター（CNRS）客員研究員。現・信州大学先鋭領域融合研究群カーボン科学研究所特別特任教授）は、後のカーボンナノチューブの存在とその成長モデルを世界に初めて示した。しかし、遠藤の関心はその後、構造の追求よりも成果の実用化に移る。1982年、その生成を連続的に行う量産方法として触媒化学気相成長法を考案し、1987年に特許化する。この方法は、1988年に米国化学会のCHEMTECに発表された。しかし、上述したとおり、この時点では現在のカーボンナノチューブとしての詳細な構造は解明されておらず、構造の解明と決定は1991年の飯島による再発見まで待たねばならない。
一方、米国では、1979年にペンシルベニア州立大学の会議において、ジョン・エイブラハムソンがアーク放電によって低圧の窒素雰囲気中に生成されたカーボン繊維の特殊性について述べており（文献発表は1999年）、1981年にはソビエト連邦の研究者らによって、カーボンナノチューブの表面に当たるグラフェンシートの幾何学構造についての考察文献が発表されている。1987年にはハワード・G・テネットによってカーボンナノファイバーの直径が3.5nmから70nmの間とされる事やその応用性について述べられた。
1991年、日本の飯島澄男（当時NEC筑波研究所研究員。現・名城大学終身教授、NEC特別主席研究員）によって、フラーレンを作っている途中にアーク放電した炭素電極の陰極側の堆積物中から初めてTEM（透過電子顕微鏡）によって発見された。この発見には幸運だけではなく、高度な電子顕微鏡技術も大きな役割を果たしていた。また、電子顕微鏡で観察・発見したというだけでなく、電子線回折像からナノチューブ構造を正確に解明した点に大きな功績が認められている。このときのCNTは多層CNT (MWNT) であった。
2018年、大陽日酸と東邦化成は世界で初めてフッ素樹脂への導電性の付与を実現し、商品化した。大陽日酸の長尺カーボンナノチューブとフッ素樹脂の成形加工を用いて、ポリクロロトリフルオロエチレンに機能付与した。高機能フッ素樹脂として半導体製造装置関連や薬液供給関連といった分野への適用が見込まれる。

## 作製方法

### アーク法
- 黒鉛電極をアーク放電で蒸発させた際に、陰極堆積物の中にMWNTが含まれる。その際の雰囲気ガスはHeやAr、CH4、H2などである。
- 金属触媒を含む炭素電極をアーク放電で蒸発させると、SWNTが得られる。金属はNiやCo、Y、Feなどである。
- この方法において、正負電極に微振動を連続して加えるフィジカルバイブレーション法がある。これにより、ナノチューブの純度および単位時間当たりの生成量を飛躍的に高めることが可能である[37]。

### レーザーアブレーション法
- 1992年、リチャード・スモーリーのグループによって開発された。レーザーファーネス法とも[38]。
- Ni-Co、Pd-Rdなどの金属触媒を混ぜた黒鉛にYAGレーザーを当て蒸発させ、Arの気流で1,200℃程度の電気炉に送り出すと炉の壁面に付着したSWNTが得られる。
- 高純度なSWNTが得られるが、大量合成には向かない。触媒の種類と炉の温度を変えることで直径を制御できる。

### CVD法
触媒金属のナノ粒子とメタン (CH4) やアセチレン (C2H2) などの炭化水素を500～1,000℃で熱分解してCNTを得る。大規模生産向けの手法。

#### DIPS法
通常のアルコールCVD法やSG-CVD法は基盤を用いる。これに対し、DIPS法は、触媒（その前駆体を含む）及び反応促進剤を含む含炭素原料をスプレー等で霧状にして高温の加熱炉に導入することによって単層カーボンナノチューブを流動する気相中で合成する。DIPS法はCVD法の一種であり、気相流動法とも呼ばれる。DIPS法はスケールアップが容易であることと、連続的運転が可能であることが特徴である。AISTと日機装が新しく改良したDIPS法ではSWNTの直径を0.1nm単位で精密に制御でき、従来に比べ触媒利用効率3,900%、量産性100倍、紡糸や製膜化を可能とする。SWNTの純度は97.5%程度である。

#### CoMoCAT法
- CVD法の一種で流動床反応炉を用いたCO不均化反応によってSWNTを作製する。1nm以下の直径をメインとした、直径分布の非常に狭い単層カーボンナノチューブを得ることができる。触媒にCoとMoを用いており、その比率によってカイラリティを制御して合成することが可能。スケールアップの可能な点も特徴のひとつ[41]。
- サウスウェスト・ナノ・テクノロジーズ社[注 5]によって製造・販売されている。日本では試験研究用サイズをアルドリッチを通して購入できる。
- HiPCO法と並んで、スタンダードな試料のひとつである。

#### HiPCO法
- 高圧一酸化炭素を意味する英語の略[注 6]。CVD法の一種で触媒にペンタカルボニル鉄 (Fe(CO)5) を用い、一酸化炭素を高圧で熱分解することにより高純度で比較的小さな直径（1nm前後）のSWNTを得る。
- Unidymより市販されており、日本では住友商事を通して購入できる。
- ナノチューブの物性研究にとってスタンダードな試料。純度は95～70%[42]。

#### スーパーグロースCVD法
産業技術総合研究所ナノカーボン研究センターにおいて、畠賢治、飯島澄男らによりスーパーグロースCVD法が発表された。CVD法の一種である本法は通常の気相合成雰囲気中に極微量の水分を添加する事により触媒の活性及び寿命が大幅に改善され、高効率、高純度な単層カーボンナノチューブを得ることができる。この合成法による成長速度は以下の数式によって表される。
{\displaystyle H(t)={\beta }{\tau }_{o}({1-e^{-t/{\tau }_{o}}})}
βは成長定数で207 μm/分、{\displaystyle {\tau }_{o}}は触媒特性時間。
その効率は、触媒効率ではレーザーアブレーション法に比べて100倍、時間効率では2004年の公開時の実験では厚さ2.5mmのSWNT薄膜を形成するのに要した時間はわずか10分であった。純度は99.98%以上、表面積は閉口状態1,000m2/g、開口状態2,000m2/g、重量密度は薄膜で0.037g/cm3、固体で0.55g/cm3と非常に高性能である。これまではHiPco法で5～30%、通常のCVD法で3～15%の触媒金属やアモルファスカーボンなどの密度の高い不純物が含まれていた。そのため標準的な試料のSWNTの密度は1.4 g/cm3程度であったが、この製造方法では高密度固体の形状でも非常に軽い。また触媒操作する事でSWNT膜だけでなくDWNT膜やMWNT膜の形成も可能である。ナノチューブの直径によりその含有率は変わり、SWNTとほぼ同程度の純度の薄膜を形成できる。

純度等の問題も併せて量産が難しかったカーボンナノチューブの大量生産を実現する技術とされる。また、この技術を用いると、その配向性の高さから、花びらのような構造体を成長させることも可能である。この方法で合成されたカーボンナノチューブは、基板の上に貝割れ大根のように上向きに密集して成長する。この配向性を利用してカーボンナノチューブ黒体などがAISTにより製作されている。サンプルはAISTによって提供されている。

## 発がん性
- 日本トキシコロジー学会が発行する『ジャーナル・オブ・トキシコロジカル・サイエンス』（2008年2月号）において、がん抑制遺伝子欠損マウスによる実験で発癌性がある可能性が報告されており、健康影響に関する研究、予防的曝露防止対策等に関する検討を推進すること、さらに安全対策が早急に図られるよう国に対して提案要求がされた[49]。
- カーボン・ナノチューブ技術を用いた製品は、アスベストに似た健康被害を及ぼす可能性があることが2008年5月21日、英科学専門誌「ネイチャー・ナノテクノロジー（英語版）」に掲載された論文により明らかとなった。この研究発表を行ったのはエディンバラ大学のケネス・ノナルドソン[注 7]教授を中心とする研究グループ。研究グループによるとナノチューブ一般、特に、カーボン・ナノチューブ技術を用いた素材はアスベストに似た健康被害を及ぼし、肺癌などを誘発する危険性が高いと論じている[50]。
- 日本の厚生労働省は2015年までに、動物実験によってカーボンナノチューブに発癌性が認められたとして、「労働者に癌を生じさせるおそれがある危険物質」に追加する方針を決めている[51]。
- カーボンナノチューブを粉体にして樹脂等に混ぜ導電性等の特性向上を行った樹脂製品が廃棄され、その樹脂が焼却処理された際、樹脂は燃えるがカーボンナノチューブの粉体は燃えにくい為、発がん性物質として大気中に飛散し健康被害を及ぼすことが懸念されている[要出典]。

### 労働安全衛生
- 2013年時点で、日本では取扱に関する法規制はないが、取り扱い者の健康を保全するために、「安全性試験手順書」と「作業環境計測手引き」がNEDO、技術研究組合単層CNT融合新材料研究開発機構、産業技術総合研究所らにより作成された[52]。

- 炭素繊維の一種である、特定の多層カーボンナノチューブが「労働安全衛生法第28条第3項の規定に基づき厚生労働大臣が定める化学物質による健康障害を防止するための指針」（いわゆる「がん原性指針」）の対象物質に追加された。厚生労働省　基発0331第26号
- 炭素繊維の一種である、特定の多層カーボンナノチューブに関して、2009年3月31日，厚生労働省労働基準局長より、改訂版の通達「ナノマテリアルに対するばく露防止等のための予防的対応について」（基発331013号）が出された。[53]
- 基発331013号対応した保護具資料が安全衛生メーカーより公開されている。[54]

## カーボンナノチューブ以外のナノチューブ
カーボンナノチューブ以外にも、他の物質によって作られたナノチューブが多数発見されている。代表的な物質には、炭素と性質が似た元素であるケイ素 (Si) や、グラファイトと同様の層状構造を取るBN、BC2N、MS2（MはMo、W、Nbなどの金属）がある。また、合成化学的にカーボンナノチューブに類似した分子性のナノチューブを合成した例もある。